# 熱くなれたら
「熱くなれたら」（あつくなれたら）は、鈴木聖美の4枚目のシングル。 1989年10月8日にEPIC/SONY RECORDSから発売された。

## 概要
表題曲「熱くなれたら」は、テレビアニメ『シティーハンター3』のエンディングテーマとして使用された。

## 収録曲
- 全編曲：国吉良一

1. 熱くなれたら [4:35]
作詞：竹花いち子、作曲：千沢仁
2. くもりのち晴れの恋 [4:35]
作詞：藤原ようこ、作曲：小林明子